# Festa de Sant Antoni del foc (l'Alguer)
La festa de Sant Antoni del foc a l'Alguer, en honor de sant Antoni Abat, es celebra el 17 de gener en diversos llocs de Sardenya i s'encenen foguerassos. Ancestralment es feia, i encara es fa, l'acte de beneir els animals domèstics i de treball: gossos, cavalls, bous i vaques, mules, ases i ovelles. A l'Alguer, al carrer del Carmen, hi hagué antigament una església dedicada a Sant Antoni i el dia del sant s'hi feia una gran festa. Es beneïen els animals que la gent hi portava i després es deixaven anar solts pel carrer, mentre les persones menjaven dolços i bevien vi a la salut del sant. A l'Alguer, la figura de sant Antoni ha quedat en la memòria popular a través de les cançons per a infants, esmentant com el sant apàreix en el lloc de l'església dedicada, a prop de la muralla, i una referència al tió, recordant la llegenda de com sant Antoni havia robat el foc al dimoni.

## La llegenda de sant Antoni i el foc
Hi ha la creença basada en una llegenda popular on es diu que sant Antoni davallà a l'infern i va robar el foc del dimoni per donar-lo als homes. En les imatges religioses sant Antoni Abat apareix amb bastó de pastor i acompanyat d'un porc. La llegenda diu:
Anys fa, quan el foc encara no s'havia domesticat, que els homes a l'hivern tremolaven de fred. Un dia van decidir de parlar amb Sant Antoni per demanar-li ajut. Presentats davant del sant, que vivia en una cova, sant Antoni els preguntà: "Qui sou vosaltres?" I els homes respongueren: "Nosaltres som homes de la terra, i tremolem de fred. Si us plau, feu-nos la caritat d'ajudar-nos". Sant Antoni es va compadir i amb l'afany d'ajudar-los va pensar d'anar a cercar el foc a l'infern. Com que era pastor de porcs, sant Antoni tenia un porc que el seguia sempre com un gosset. Prengué el bastó de pastor i acompanyat del porc, s'encaminà cap a l'infern.
Quan trucà a la porta de l'infern, els diables li preguntaren: "Qui és que truca?" Sant antoni contestà: "Soc un pobre home de la terra. Obriu-me, que estic tremolant de fred i em vull escalfar una estona. Els dimonis no li obrien la porta perquè el sant no era un pecador i per això no hi podia entrar. Sant Antoni començà a picar a la porta, cada vegada més i més fort, fins que els dimonis s'enrabiaren i van obrir la porta. Tot i així no el deixaren entrar, però sí el porc. Quan el porc es trobà dins de l'infern, començà a saltar i a córrer, furgant, enredant  i destrossant tot el que trobava al seu pas: forques, cadenes, fuets, i altres eines de càstig de les ànimes malvades, van quedar regirades. En veure el terrabastall, els dimonis van demanar al sant que entrés i fes creure el porc que s'estigués quiet i que, sinó, farien fora el porc.
El sant va entrar a l'infern i, amb el seu bastó, va donar un cop al porc, el va fer creure i restar quiet i ajagut. De passada que ja era dins de l'infern, sant Antoni va pensar d'esperar-se en un racó i aprofitar per escalfar-se una mica. Mentre s'hi estava, si passava a la vora algun dimoni, li clavava cop de bastó. Amb això que els dimonis s'enfadaren, li prenqueren el bastó i li llançaren al foc. De sobte, quan el porc veu el bastó de l'amo dins el foc, comença de nou el terrabastall i encara més fort que el primer. Els dimonis, tornen a demanar al sant que faci creure el porc i que, si no ho fa, seran expulsats tots dos de l'infern.
Sant Antoni va esperar que el foc prengués en el bastó, l'agafà encès i li digué al porc: "Ara si que podem marxar". Van caminar fins sortir damunt de la terra i quan hi foren, el sant va fer el senyal de la creu amb el bastó encès, tot dient: "Foc, foc en cada lloc i per tots! Foc viu i flamant!". I així fou que, a partir d'aquell dia, el foc es va escampar per tot el món.

## La Tradició dels foguerassos
El dia 17 de gener, festa de sant Antoni Abat, s'encenen grans foguerassos, La nit entre el 16 i el 17 de gener a Sardenya i també en altres llocs, es celebra la festa tradicional.
El foc simbolitza la conjunció entre el que és sagrat i el que és profà, amb ritus ancestrals com el de fer tres girs o tombs en un sentit i l'altre a l'entorn del foc. Durant les setmanes precedents, s'arreplega llenya pel foc i s'elaboren els dolços típics de la festa.
El dia de sant Antoni es beneeixen els animals. Gairebé es celebra a arreu de l'illa de Sardenya, amb focs, ofrenes i pregàries al sant. Les celebracions acaben el 18 de gener, jornada durant la qual el foc s'apaga
La festa, molt arrelada en el món rural, fou implantada per l'església catòlica el dia 17 de gener, si fa no fa, al cap d'un mes del solstici d'hivern. Celebra el creixement de la llum del dia. A tot Europa existeixen rituals per celebrar i festejar l'allargament del dia i la minva del fred de l'hivern. Aquests ritus empren el foc per a iluminar la nit i representen el poder del Sol. Són tradicions molt arrelades en l'àrea mediterrànea meridional i en particular als Països Catalans, el sud d'Itàlia i Sardenya.
A Mamoiada, centre símbol del Carrasecare (carnaval sard), la festa de Sant Antoni assenyala l'inici del Carraixali (carnaval, temps precedent a la quaresma) i durant la festa es contempla l'eixida en públic de les màscares tradicionals dels mamutonis (màscares negres:dimonis captius) i dels “issohadores”(màscares blanques:capturadors).